# Sabino Barroso
Sabino Alves Barroso Júnior (Sabinópolis, 27 de abril de 1859 — Belo Horizonte, 15 de junho de 1919) foi um advogado, jornalista e político brasileiro. Foi tio paterno do renomado compositor brasileiro Ary Barroso.

## Biografia
Iniciou os estudos no Serro, passando ao seminário de Diamantina e depois ao Caraça, formando-se em direito em 1884, na Faculdade de Direito de São Paulo. Passou a advogar no Serro, filiando-se ao Partido Conservador, pelo qual se elegeu por sucessivos mandatos, como deputado à Assembléia provincial (1886-1887 e 1888-1889), mas sempre mantendo o domicílio no Serro.
Já no primeiro mandato, foi alçado à liderança da maioria e à Presidência da Assembléia, com apenas 27 anos. No segundo mandato, torna-se o líder da minoria conservadora e destaca-se com a proposta de anexação do sul da Bahia a Minas Gerais e na defesa do complexo ferroviário do norte-nordeste do estado, tendo "o Serro como ponto convergente de três estradas de ferro".
Em 1890, funda o jornal O Serro e se elege, já pelo Partido Republicano, deputado ao Congresso Estadual Constituinte, tornando-se o seu secretário. Ali colaborou com eficiência na organização da Constituição de Minas e das suas leis orgânicas. Reelege-se deputado estadual em 1895-98 e senador estadual em 1899.
Torna-se também fundador da Faculdade de Direito de Minas Gerais, em 1892, e de sua primeira revista, em 1894. Continuando a carreira de homem público, elegeu-se deputado federal em 1900, reelegendo-se sucessivamente e ocupando a Presidência da Câmara dos Deputados por longos anos (maio de 1909 a novembro de 1914 e julho de 1917 a junho de 1919).
Foi ministro em três oportunidades: da Justiça e Negócios Interiores (6 de agosto de 1901 a 15 de novembro de 1902) e da Fazenda (2 de setembro a 15 de novembro de 1902), no governo Campos Sales, e novamente da Fazenda (15 de novembro de 1914 a 31 de maio de 1915), no Governo Venceslau Brás.
Sabino, participando durante seguidos anos da poderosa Comissão Executiva do Partido Republicano Mineiro, assim como dos mais importantes órgãos do Congresso Nacional, demonstrou sempre enorme liderança, habilidade política e presença ativa nas principais decisões da nascente República, chegando a ser cogitado para a vice-presidência da nação.